# Massongex
Massongex ist eine politische Gemeinde und eine Burgergemeinde des Bezirks Saint-Maurice im französischsprachigen Teil des Kantons Wallis in der Schweiz.

## Geschichte
Die Gegend der heutigen Gemeinde war Ausgrabungen nach seit Ende der Jüngeren Vorrömischen Eisenzeit (La-Tène-Zeit) besiedelt. Er trug den Namen Tarnaiae und wurde vermutlich vom gallischen Stamm der Nantuaten bewohnt, wovon sich auch die wissenschaftliche Bezeichnung Tarnaiae Nantuatium herleitet. Tarnaiae war der erste Ort unterhalb von Martigny, wo man die Rhone überqueren konnte und war deshalb während der Römerzeit ein bedeutender Handelsumschlagsplatz. Der Ortsname stammte vermutlich vom Gott Taranis her. Tarnaiae wurde vermutlich 260 nach Christus durch die Alamannen zerstört. Die Grundmauern der öffentlichen Thermen aus der Römerzeit sind heute in Massongex nachgeahmt.

## Bevölkerung
| Bevölkerungsentwicklung | Bevölkerungsentwicklung | Bevölkerungsentwicklung | Bevölkerungsentwicklung | Bevölkerungsentwicklung | Bevölkerungsentwicklung | Bevölkerungsentwicklung | Bevölkerungsentwicklung | Bevölkerungsentwicklung | Bevölkerungsentwicklung |
| ----------------------- | ----------------------- | ----------------------- | ----------------------- | ----------------------- | ----------------------- | ----------------------- | ----------------------- | ----------------------- | ----------------------- |
| Jahr                    | 1798                    | 1850                    | 1900                    | 1950                    | 2000                    | 2010                    | 2012                    | 2014                    | 2016                    |
| Einwohner               | 214                     | 503                     | 600                     | 659                     | 1319                    | 1653                    | 1685                    | 1749                    | 1823                    |

## Infrastruktur
Das Kinderhilfswerk Terre des hommes Valais mit Sitz in Monthey betreibt in der Gemeinde ein Kinderheim.

## Sehenswürdigkeiten

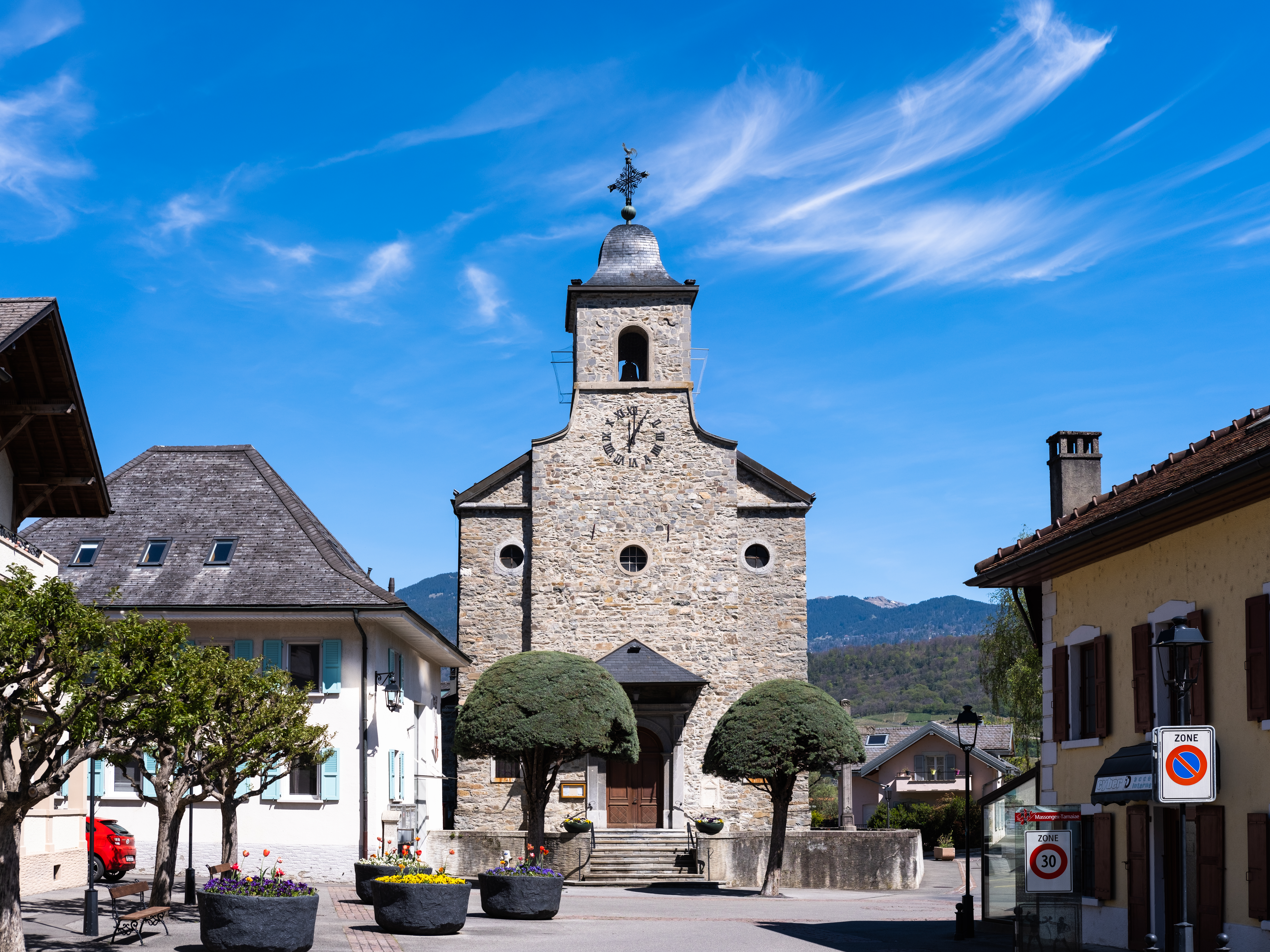
Pfarrkirche Massongex

## Persönlichkeiten
In Massongex lebt der ehemalige Trainer der Schweizer Nationalmannschaft Skialpinismus Raphy Frossard.